# Castán de Biel
Castán de Biel (? - ?) va ser un cavaller, primer del llinatge aragonès dels Cornel. Es desconeixen dades sobre els seus orígens familiars, així com sobre el seu matrimoni i descendents. Lluità a la batalla d'Alcoraz (1096).